# Il porto del tradimento
Il porto del tradimento è il nono romanzo della saga di Jack Aubrey e Stephen Maturin, personaggi immaginari, anche se Aubrey è ispirato alle imprese di Lord Cochrane, e protagonisti del film Master and Commander - Sfida ai confini del mare, con Russell Crowe.
In effetti il film è un sunto di episodi tratti dai vari romanzi della serie, innestati su una avventura particolare (Ai confini del mare)

## Trama
Jack Aubrey è rientrato a Malta da eroe dopo la missione nel mar Ionio, con la Surprise gravemente danneggiata dallo scontro con una fregata turca ribelle; a La Valletta gli viene detto che il suo precedente comando, la Worcester, è utile solo come pontone. Il suo inseparabile amico Stephen Maturin, sempre più coinvolto nelle trame dei servizi segreti, si scontra con una rete francese con potenti pedine inserite tra le forze inglesi, tra le quali il vice segretario dell'Ammiragliato, Andrew Wray, anche lui a Malta ufficialmente per appoggiare la caccia alle spie francesi. Ma l'affascinante moglie italiana di un ufficiale della Royal Navy, Laura Fielding, entra nel gioco: il marito è prigioniero in Francia e la rete francese vuole usarla contro Stephen.
In attesa che la Surprise venga riparata, a Jack viene affidato un incarico temporaneo: portarsi, con l'amico quale consigliere politico, con la nave trasporto Dromedaire alla foce del Nilo, traversare l'istmo di Suez e catturare con una nave della Compagnia delle Indie ed un contingente di soldati turchi una galea carica di oro della quale fonti informative hanno assicurato il passaggio nel canale. Ma la galea è una trappola, che solo l'istinto di Aubrey riesce ad evitare. Fallita la spedizione, il gruppo rientra a Malta in tempo per ultimare le riparazioni alla Surprise, ed in una crociera di scorta nell'Adriatico apprendono che il comandante Fielding è evaso ma che, istigato da voci su una relazione tra Jack e la moglie, vuole probabilmente chiedere soddisfazione.
Al rientro a Malta, Stephen scopre che i francesi, avendo saputo dell'evasione di Fielding, vogliono eliminare Laura ma non la trovano in casa; nascosto lì è invece Stephen che, facendo tesoro di quanto appreso ascoltando i due sicari, crede di smantellare la rete delle spie informando Wray prima di cercare riparo con Laura sulla Surprise.
Ma una nuova missione attende la Surprise: una visita di "cortesia intimidatoria" al dey di Zambra, una città sulla costa di Barberia che minaccia atti ostili contro le navi e i sudditi di Sua Maestà, accompagnata da un vecchio vascello da 64 cannoni, la Pollux, sul quale viaggia l'ammiraglio Harte, nemico di vecchia data di Jack e suocero di Wray. Quella che doveva essere una sorpresa per il dey si rivela una sorpresa per gli inglesi: un vascello da 80 cannoni nuovo di zecca, il Mars, e due fregate attaccano gli inglesi nella baia. La Pollux salta in aria danneggiando pesantemente il vascello francese impegnato pennone contro pennone, ed una delle due fregate viene portata dalla Surprise a sbattere contro gli scogli mentre l'altra si rifugia in porto. La Surprise fa rotta verso Gibilterra su "suggerimento" di Stephen per informare dell'accaduto.

## Riferimenti
Zambra è una città immaginaria, oltre che il nome di un'isola vicino a capo Bon, in Tunisia. Ovviamente, il canale di Suez all'epoca non esisteva ancora, per cui i marinai devono attraversare l'istmo di Suez a piedi (o meglio, a dorso di cammello).

## Edizioni
- Patrick O'Brian, Il porto del tradimento, traduzione di Paola Merla, Longanesi, 2000,  p. 342, ISBN 88-304-1840-4.